# Evenki
|  | No s'ha de confondre amb Even. |

L'evenki és una llengua de la família de llengües manxú-tungús parlada per unes 40.000 persones (els evenkis) a Rússia, la Xina i Mongòlia. S'escriu amb caràcters mongols i ciríl·lic.
És parlat pels evenkis de Rússia, Mongòlia, i la República Popular de la Xina. D'acord amb el cens rus de 2002 té 7.584 parlants.
El vocabulari bàsic i els morfemes d'inflexió no tenen gairebé res en comú amb el mongol i el turc, amb els quals sovint són agrupats. A algunes àrees són fortes les influències del iacut i el buriat. La influència del rus és aclaparadora (el 1979, el 75,2% dels evenkis parlava rus, i augmentà al 92,7% el 2002). L'evenki varia considerablement en els seus dialectes, que són dividits en tres grups grans: septentrional, meridional i oriental. Són dividits en parles més petites. L'escriptura es fa en alfabet ciríl·lic creat el 1920 per als evenkis de la Unió Soviètica. A la Xina, l'evenki és escrit en alfabet mongol o en alfabet llatí.

## Característiques
La seva parla es caracteritza per:
- Harmonia vocàlica en vocals e i i (o a i u palatals) poden concordar amb posteriors (a, o i u velars)
- El nominatiu no necessita un sufix especial
- El genitiu –n i col·locació inversa, com mini akini oror (els rens del meu germà).
- L'objecte pot seguir el predicat, com a bi bakûc'an xögdynowo orommo (jo posseeixo un ren gran).
- La *p protoaltaica que en manxú i en turc i mongol passa a F desapareix.

## Literatura
Es va desenvolupar a l'antiga URSS, i entre els més destacats hi ha A. M. Salatkin (1908-1943), A. N. Platonov (1912-1939), G. Ja Chindov, (1915-1970), amb Garpanindia (1939), A. Nemtushkin (1938), I. M. Udygi (1930) i V.D. Lorgaktojev (1934).